# Antagonist (Literatur)
Der Antagonist (altgriechisch ἀνταγωνιστής – „Gegenspieler“) in Drama und Prosa ist der hauptsächliche Gegner des Protagonisten und diejenige Kraft der Erzählung, die sein Handeln behindert. Die Rolle des Antagonisten besteht ganz allgemein darin, die Handlungsabsichten des Protagonisten zu durchkreuzen.

## Geschichte
In der griechischen Tragödie der ersten beiden Generationen (Aischylos, Sophokles) gab es auf der Bühne höchstens zwei Schauspieler, die alle Rollen spielten, was von einem Chor kommentiert wurde. Dies legte nahe, dass die Handlungen auf einer spannungsreichen, dramaturgischen Konstellation von Hauptfigur und Gegenspieler aufbauten (zum Beispiel Ödipus und Kreon in König Ödipus).
Im spätmittelalterlichen Theater trat häufig der Teufel oder Antichrist als Antagonist von Heiligen oder von Christus auf. Auch der Tod als Gegenspieler des Lebendigen kam im Totentanz vor. Seit der Renaissance werden solche allegorischen Figuren zu Bösewichtern vermenschlicht wie beim englischen Vice.

## Eigenschaften
Traditionellerweise verkörpert er das Gegenteil des Protagonisten in mehr als einer Hinsicht, etwa auf ethischer Ebene: Ist der Protagonist ein mit positiven ethischen Attributen besetzter Held, so ist sein Antagonist meist ein unmoralischer Bösewicht. Diese Einteilung ist jedoch nicht zwingend: So können Protagonisten, die selbst böse oder Antihelden sind, in moralisch überlegeneren Figuren einen Antagonisten haben. Helden können auf „falsche“ Helden treffen, die zwar auch moralisch wertvollen Zielen zu folgen scheinen, in Wirklichkeit aber Schaden stiften.
Protagonist und Antagonist sind oft auch durch äußerliche dualistische Merkmale klar voneinander zu unterscheiden, etwa über Geschlecht, Alter, Stand und ethnische Zugehörigkeit. Andererseits können sie gerade dadurch gekennzeichnet sein, dass sich beide fast überhaupt nicht unterscheiden, so etwa beim Topos vom „bösen Zwillingsbruder“.
Der Antagonist ist aber auch nicht zwingend eine Person: eine Gruppe von Personen, eine Organisation, die Natur, ein abstraktes Prinzip (der Zeitgeist, die politische Lage, ein Ideal, religiöse und magische Kräfte), ja sogar die eigene Biographie und Vergangenheit des Protagonisten können ihn in seinem Fortkommen behindern und so antagonistische Funktion einnehmen.
In der Mythologie nehmen die Antagonisten meist die Rolle von Wächtern und Prüfern an, sie sind oft lediglich Personifikationen von Schwellen, die der mythologische Protagonist zu überschreiten hat: sie schaden ihm nicht direkt, müssen aber überwunden werden, damit der Held seinen Weg fortsetzen kann.

## Handlungsweisen
Der Antagonist muss nicht zwingend handeln, um den Protagonisten zu behindern. Ist der Antagonist etwa die wilde, ungezähmte Landschaft (wie bspw. in vielen Abenteuerromanen), so genügt bereits die Tatsache ihrer Existenz, um als Hindernis zu gelten.
Tritt der Antagonist in Aktion, so gehören zu seinem typischen Handlungsrepertoire:
- Prüfung des Protagonisten
- Täuschung des Protagonisten
- Verfolgung des Protagonisten
- der Familie oder den Freunden des Protagonisten Schaden zufügen
- den Protagonisten im direkten Zweikampf herauszufordern
- vom Protagonisten besiegt zu werden
- anderweitig bestraft zu werden